# Super Bowl XIV
Super Bowl XIV was de 14e editie van de Super Bowl, de American Football-finale tussen de kampioenen van de National Football Conference en de American Football Conference van 1979. De Super Bowl werd op 20 januari 1980 gehouden in de Rose Bowl in Pasadena. De Pittsburgh Steelers wonnen de wedstrijd met 31–19 tegen de Los Angeles Rams en werden zo de kampioen van de National Football League.

## Play-offs
Play-offs gespeeld na het reguliere seizoen.
| Geplaatste teams | Geplaatste teams                       | Geplaatste teams                       | Geplaatste teams                        | Geplaatste teams                        |
| Plaats           | AFC                                    | AFC                                    | NFC                                     | NFC                                     |
| ---------------- | -------------------------------------- | -------------------------------------- | --------------------------------------- | --------------------------------------- |
| 1                | San Diego Chargers (West-winnaar)      | San Diego Chargers (West-winnaar)      | Dallas Cowboys (Oost-winnaar)           | Dallas Cowboys (Oost-winnaar)           |
| 2                | Pittsburgh Steelers (Centraal-winnaar) | Pittsburgh Steelers (Centraal-winnaar) | Tampa Bay Buccaneers (Centraal-winnaar) | Tampa Bay Buccaneers (Centraal-winnaar) |
| 3                | Miami Dolphins (Oost-winnaar)          | Miami Dolphins (Oost-winnaar)          | Los Angeles Rams (West-winnaar)         | Los Angeles Rams (West-winnaar)         |
|                  | AFC Wild Card Game                     | AFC Wild Card Game                     | NFC Wild Card Game                      | NFC Wild Card Game                      |
| 4                | Houston Oilers                         | 13                                     | Philadelphia Eagles                     | 27                                      |
| 5                | Denver Broncos                         | 7                                      | Chicago Bears                           | 17                                      |

|  | Divisional Play-offs          | Divisional Play-offs  |                              |    | NFC & AFC Championships | NFC & AFC Championships |  |  | Super Bowl XIV | Super Bowl XIV |
|  |                               |                       |                              |    |                         |                         |  |  |                |                |
|  |                               |                       |                              |    |                         |                         |  |  |                |                |
|  | Three Rivers Stadium, 30 dec. |                       |                              |    |                         |                         |  |  |                |                |
|  |                               |                       |                              |    |                         |                         |  |  |                |                |
|  | Pittsburgh Steelers           | 34                    |                              |    |                         |                         |  |  |                |                |
|  | Pittsburgh Steelers           | 34                    | Three Rivers Stadium, 6 jan. |    |                         |                         |  |  |                |                |
|  | Miami Dolphins                | 14                    |                              |    |                         |                         |  |  |                |                |
|  | Miami Dolphins                | 14                    | Pittsburgh Steelers          | 27 |                         |                         |  |  |                |                |
|  | Jack Murphy Stadium, 29 dec.  |                       | Pittsburgh Steelers          | 27 |                         |                         |  |  |                |                |
|  |                               | Houston Oilers        | 13                           |    |                         |                         |  |  |                |                |
|  | San Diego Chargers            | Houston Oilers        | 13                           | 14 |                         |                         |  |  |                |                |
|  | San Diego Chargers            |                       | Rose Bowl, 20 jan.           | 14 |                         |                         |  |  |                |                |
|  | Houston Oilers                | 17                    |                              |    |                         |                         |  |  |                |                |
|  | Houston Oilers                | 17                    | Pittsburgh Steelers          | 31 |                         |                         |  |  |                |                |
|  | Tampa Stadium, 29 dec.        |                       | Pittsburgh Steelers          | 31 |                         |                         |  |  |                |                |
|  |                               | Los Angeles Rams      | 19                           |    |                         |                         |  |  |                |                |
|  | T.B. Buccaneers               | Los Angeles Rams      | 19                           | 24 |                         |                         |  |  |                |                |
|  | T.B. Buccaneers               | Tampa Stadium, 6 jan. |                              | 24 |                         |                         |  |  |                |                |
|  | Philadelphia Eagles           | 17                    |                              |    |                         |                         |  |  |                |                |
|  | Philadelphia Eagles           | 17                    | T.B. Buccaneers              | 0  |                         |                         |  |  |                |                |
|  | Texas Stadium, 30 dec.        |                       | T.B. Buccaneers              | 0  |                         |                         |  |  |                |                |
|  |                               | Los Angeles Rams      | 9                            |    |                         |                         |  |  |                |                |
|  | Dallas Cowboys                | Los Angeles Rams      | 9                            | 19 |                         |                         |  |  |                |                |
|  | Dallas Cowboys                |                       |                              | 19 |                         |                         |  |  |                |                |
|  | Los Angeles Rams              | 21                    |                              |    |                         |                         |  |  |                |                |
|  | Los Angeles Rams              | 21                    |                              |    |                         |                         |  |  |                |                |